# سركون لازار صليو بنزيزو
سركون لازار صلي و بنزيزو (9 نوفمبر 1973 - ) مهندس وسياسي ووزير عراقي، قيادي في الحركة الديمقراطية الآشورية، عضو منتخب في مجلس محافظة كركوك (2003)، ومعاون محافظ كركوك (2005)، ووزيرًا للبيئة في الحكومة العراقية منذ (2010).

## السيرة الذاتية
انخرط في العمل السياسي في حياة مبكرة جداً، وكونه ينتمي لعائلة سياسية التحق في صفوف المعارضة العراقية (حتى عام 2003) ضد نظام صدام حسين، حيث التحق في صفوف الحركة الديمقراطية الآشورية مقاتلاً حاملاً للسلاح، وأكمل دراسته الابتدائية والثانوية في مدينة كركوك (مسقط رأسه)، وأكمل دراسته الجامعية في كلية الهندسة المدنية (جامعة الموصل) وتخرج منها بتفوق عام (1997)، وكان قيادياً في مجال العمل الطلابي من خلال اتحاد الطلبة والشبيبة الكلدوآشوري، وناشطاً في منظمات المجتمع مدني، وعمل مهندساً في وزارة الأشغال العامة في حكومة اقليم كردستان العراق ، وبعدها انتقل للعمل في المديرية العامة للكهرباء التابعة لوزارة الصناعة والطاقة في حكومة إقليم كردستان العراق، وفي عام (2001) تسلم إدارة (تلفزيون آشور) في مدينة أربيل حتى عام (2003).
وفي عام (2003) أصبح عضواً في أول مجلس لمحافظة كركوك، وممثل منتخب لمحافظة كركوك عضواً في الهيئة العليا للاعداد للمؤتمر الوطني الذي انبثقت منه الجمعية الوطنية العراقية المؤقتة (2004)، ومعاوناً لمحافظ كركوك لشؤون الهيكلية والتخطيط الحكومي، ومرشح الحركة الديمقراطية الآشورية / قائمة الرافدين لمجلس محافظة كركوك عام (2005)، ومرشح قائمة الرافدين لانتخابات مجلس النواب العراقي لعام (2006)، كما شارك الوزير لازار في أنشطة المصالحة الوطنية لمحافظة كركوك بين عامي (2003)و(2008)، كما شارك كعضو في مؤتمرات وطنية واقليمية لاحتواء الازمة في كركوك (2003) لغاية (2008).
وفي العام (2008) تسلم الإدارة العامة قناة آشور الفضائة في بغداد حتى عام (2010)، وتسلم في كانون الأول (2010) حقيبة وزارة البيئة للحكومة الاتحادية في جمهورية العراق.

## السيرة الحزبية
تدرج الوزير لازار في صفوف الحركة الديمقراطية الآشورية في جميع المواقع الحزبية، حيث بدأ حياته مقاتلاً في أيام انتفاضة آذار / مارس (1991) ، وفي أيام الدراسة نشط الوزير في العمل الطلابي من خلال اتحاد الطلبة والشبيبة الكلدوآشوري، وتدرج عبر القنوات الحزبية كافة في الانتخابات الفرعية والعامة للحزب وتدرج في المناصب الحزبية من عضو وعضو عامل مروراً بالكادر والكادر المتقدم ومرشح للجنة المركزية وعضو في اللجنة المركزية للحركة ومسؤولاً للفرع ومسؤول العلاقات العامة وعضواً في المكتب السياسي، ومرشحاً للحركة في كابينة الحكومة الاتحادية للعام (2010).

## الحياة العائلية
متزوج وله ثلاثة بنات وابن واحد.